# СКА (футбольный клуб, Куйбышев)
СКА — ранее существовавший советский футбольный клуб из Куйбышева.

## Наименования
- 1946—1956 — ОДО (Окружной дом офицеров)
- 1957—1959 — СКВО  (Спортивный клуб военного округа)
- 1960 — Спортивный клуб ПриВО[1]
- 1961—1990 — СКА
- 1984 — СКА-Восход
- 1989 — ШВСМ-СКА

## История
В связи с окончанием войны в 1946 году в Приволжском военном округе была принято решение создать футбольную команду «Окружной дом офицеров» («ОДО»), которая сразу была заявлена в Чемпионат СССР по футболу 1946. Несмотря на удачное выступление в первенстве — отсутствие денежных средств не позволило продолжать выступать на таком уровне.
С 1947 года и до расформирования команда выступала в региональных турнирах.
В 1956, 1958—1960 годах команда выступала в Чемпионат РСФСР по футболу. В 1958 году у команды появился окружной армейский стадион СКА. Футболисты были военнослужащими и располагались в военной части (спортивная рота).
В 1989 году Краснознамённый Приволжский военный округ  был объединён с Краснознамённым Уральским военным округом в Краснознамённый Приволжско-Уральский военный округ (ПУрВО). Финансовую составляющую по содержанию клуба взяло на себя ШВСМ-1 (Школа высшего спортивного мастерства города Куйбышева) и клуб стал называться ШВСМ-СКА.
В 1992 году руководство военного округа переехало из Самары в Екатеринбург и клуб перестал существовать.
дочерняя команда
В 1956 году руководством Приволжского военного округа было принято решение создать футбольную команду «СКА» в Чкаловске, но в 1957 году эксперимент стал финансово-затратным и игроков «ОСК» («Окружной спортивный клуб») перевели в основную команду (Дейнекина, Казакова, Салькова).

## Достижения
Чемпионат РСФСР по футболу
- серебряный призёр (1): 1958

Чемпионат Куйбышевской области по футболу
- чемпион (4): 1960, 1961, 1965, 1986
- серебряный призёр (3): 1963, 1971, 1972
- бронзовый призёр (5): 1964, 1970, 1974-1976

Кубок Куйбышевской области по футболу
- обладатель (3): 1960, 1971, 1986
- финалист: 1964

Кубок Куйбышева по футболу
- обладатель: 1960

## Статистика выступлений
| Сезон | Первенство | Название | Лига        | Зона          | Место    | И  | В | Н  | П  | Мячи    |
| ----- | ---------- | -------- | ----------- | ------------- | -------- | -- | - | -- | -- | ------- |
| 1946  | СССР       | ОДО      | Группа 3    | Нижневолжская | 2 из 7   | 11 | 5 | 5  | 1  |         |
| 1958  | РСФСР      | СКВО     | —           | Приволжская   | 1 из 6   | 10 | 8 | 1  | 1  | 38 — 8  |
| 1958  | РСФСР      | СКВО     | —           | полуфинал 4   | 1 из 4   | 3  | 2 | 0  | 1  | 8 — 4   |
| 1958  | РСФСР      | СКВО     | —           | финал         | 2 из 4   | 3  | 1 | 1  | 1  | 3 — 3   |
| 1959  | РСФСР      | СКВО     | —           | Приволжская   | 1 из 7   | 12 | 9 | 1  | 2  | 44 — 13 |
| 1959  | РСФСР      | СКВО     | —           | полуфинал 3   | 3 из 4   | 3  | 1 | 1  | 1  | 6 — 2   |
| 1989  | СССР       | ШВСМ-СКА | Вторая лига | 2             | 22 из 22 | 42 | 2 | 10 | 30 | 16 − 79 |

## Тренеры
- Кулагин, Борис Павлович
- Ротенко, Александр Петрович